# Heterothrips prosopidis
Heterothrips prosopidis är en insektsart som beskrevs av J. C. Crawford 1943. Heterothrips prosopidis ingår i släktet Heterothrips och familjen Heterothripidae. Inga underarter finns listade i Catalogue of Life.